# اماناگی
اماناگی (به انگلیسی: Ammanagi) یک منطقهٔ مسکونی در هند است که در کارناتاکا واقع شده‌است.

## خصوصیات
اماناگی ۵٬۴۸۸ نفر جمعیت دارد.